# NGC 7349
NGC 7349 (również PGC 69488) – galaktyka spiralna z poprzeczką (SBb), znajdująca się w gwiazdozbiorze Wodnika. Odkrył ją w 1886 roku Frank Muller.